# Język proceduralny
Język proceduralny (ang. procedural language) – język programowania umożliwiający tworzenie oprogramowania w postaci programu głównego oraz wielu procedur (lub podprogramów), z których każda realizuje określoną funkcję i może być wywoływana wielokrotnie przez program główny.